# Philippe Martinez
Philippe Martinez (1 april 1961) is een Frans syndicalist en vakbondsbestuurder. Hij was van 2015 tot 2023 algemeen secretaris van de CGT.

## Levensloop
Hij werd geboren in een banlieue van Parijs. In 1982 ging hij als monteur aan de slag bij Renault Boulogne-Billancourt.. Aldaar werd hij actief binnen de FTM-CGT, de centrale van de metaalarbeiders. In 2008 werd hij verkozen tot algemeen secretaris van deze vakbondscentrale.
In 2015 werd hij met 93,4% van de stemmen verkozen tot secretaris-generaal van de CGT. Hij speelde een belangrijke rol in het Franse protest tegen de hervormingen van de arbeidswetgeving door Manuel Valls.
In 2023 volgde Sophie Binet hem op aan het hoofd van de CGT.
- Gemeinsame Normdatei: 1126439355
- Système universitaire de documentation: 168970112
- Virtual International Authority File: 300091988
- WorldCat: E39PBJdrKXPYHFjpwjWmYymcfq